# Holíč
Holíč är en stad i distriktet Skalica i regionen Trnava i västra Slovakien.

## Geografi
Staden ligger 185 meters höjd och har en area på 34,79 km². Den har ungefär 11 200 invånare (2017).